# Campeonato Gaúcho de Futebol de 1945
O Campeonato Gaúcho de Futebol de 1945, foi a 25ª edição da competição no Estado do Rio Grande do Sul. A fórmula dos anos anteriores foi mantida, os campeões das regiões jogaram entre si pelo título. O Internacional foi o campeão.

## Participantes
| Equipe        | Cidade        | Classificação                     | Participação |
| ------------- | ------------- | --------------------------------- | ------------ |
| Esperança     | Novo Hamburgo |                                   | 1ª           |
| Internacional | Porto Alegre  | Campeão da Região Metropolitana   | 9ª           |
| Internacional | Santa Maria   | Campeão da Região Serra/Fronteira | 2ª           |
| Pelotas       | Pelotas       | Campeão da Região Sul/Litoral     | 4ª           |

## Tabela

### Fase preliminar
| 21 de outubro | Inter de Santa Maria | 1 – 3 | Esperança |  |
|               |                      |       |           |  |

| 28 de outubro | Esperança | 5 – 2 | Inter de Santa Maria |  |
|               |           |       |                      |  |

### Semifinal
| 4 de novembro | Esperança | 5 – 0 | Pelotas |  |
|               |           |       |         |  |

| 11 de novembro | Pelotas | 5 – 0 (pro.) | Esperança |  |
|                |         |              |           |  |

### Finais
| 15 de novembro | Pelotas                 | 2 – 4 | Internacional                           | Boca do Lobo, Pelotas |
| 16:00          | Pepito 23' · Fierro 86' |       | Carlitos 13', 75' · Tesourinha 47', 66' |                       |

| 18 de novembro | Internacional                      | 3 – 1 | Pelotas    | Timbaúva, Porto Alegre                     |
|                | Carlitos 19' · Tesourinha 53', 85' |       | Pepito 15' | Público: 8 500 Árbitro: RS Paulo Cortelari |

|  | Internacional | Pelotas |

| INTERNACIONAL:  |  |                |
|                 |  |                |
| G               |  | Ivo            |
| Z               |  | Alfeu          |
| Z               |  | Nena           |
| M               |  | Viana          |
| M               |  | Ávila          |
| M               |  | Abigail        |
| A               |  | Tesourinha     |
| A               |  | Rui Motorzinho |
| A               |  | Adãozinho      |
| A               |  | Elizeu         |
| A               |  | Carlitos       |
| Treinador:      |  |                |
| Hermínio Britto |  |                |

| PELOTAS:      |  |         |  |
|               |  |         |  |
| G             |  | Mário   |  |
| Z             |  | Vaz     |  |
| Z             |  | Demi    |  |
| M             |  | Rui     |  |
| M             |  | Laerte  |  |
| M             |  | Geraldo |  |
| A             |  | Calvete |  |
| A             |  | Amaral  |  |
| A             |  | Apis    |  |
| A             |  | Fierro  |  |
| A             |  | Pepito  |  |
| Substituição: |  |         |  |
| Treinador:    |  |         |  |
|               |  |         |  |

## Premiação
| Gauchão 1945                      |
| --------------------------------- |
| Internacional Campeão (8º título) |